# Distretto di Dushanzi
Il distretto di Dushanzi (独山子区S, DúshānzǐP) è un distretto della Cina, situato nella regione autonoma di Xinjiang e amministrato dalla prefettura di Karamay.